# Ėl'šod Rasulov
Ėl'šod Junusovič Rasulov (in russo Эльшод Юнусович Расулов?; Kokand, 7 marzo 1986) è un pugile uzbeko, della categoria dei pesi medi e mediomassimi, vincitore della medaglia d'argento ai mondiali di Milano 2009 e di bronzo Baku 2011.

## Biografia
Rasulov ha cominciato l'attività pugilistica all'età di 8 anni.
È laureato presso l'Università Statale di Fergana, in Uzbekistan.

## Carriera pugilistica
Rasulov ha partecipato a due edizioni dei giochi olimpici (Pechino 2008, Londra 2012), tre dei mondiali (Chicago 2007, Milano 2009, Baku 2011), due dei giochi asiatici (Doha 2006, Guangzhou 2010), due dei campionati asiatici (Ulan Bator 2007, Zhuhai 2009) e una partecipazione alla Coppa del Mondo (Mosca 2008).
È allenato dall'uzbeko Nabi Baymatov a partire dal 1994.

### Principali incontri disputati
Statistiche aggiornate al 26 settembre 2012.
| Evento              | Edizione        | Categoria             | Trentaduesimi                   | Sedicesimi                               | Ottavi                                            | Quarti                                   | Semifinale                                 | Finale                                 | Pos. | Note   |
| ------------------- | --------------- | --------------------- | ------------------------------- | ---------------------------------------- | ------------------------------------------------- | ---------------------------------------- | ------------------------------------------ | -------------------------------------- | ---- | ------ |
| Giochi asiatici     | Doha 2006       | Medi (-75 kg)         | N.D.                            | N.D.                                     | Hamyoun Amiri ( Iran) V AB 1                      | Davran Khabirov ( Kirghizistan) V RSCO 2 | Zhang Jianting ( Cina) V 25-14             | Bakhtyar Artayev ( Kazakistan) V 32-22 |      | [ 1 ]  |
| Campionati asiatici | Ulan Bator 2007 | Medi (-75 kg)         | N.D.                            | N.D.                                     | Dauren Yeleusinov ( Kazakistan) V 29-13           | Cho Deok Jin ( Corea del Sud) V 21-7     | Mohammad Sattarpoor ( Iran) V 14-3         | Vijender Singh ( India) V 14-3         |      | [ 2 ]  |
| Mondiali            | Chicago 2007    | Medi (-75 kg)         | Jan Sojka ( Rep. Ceca) V 22-3   | Istvan Szili ( Ungheria) V 29-7          | Argenis Nunez ( Rep. Dominicana) V KO             | non qualificato                          | non qualificato                            | non qualificato                        | 9º   | [ 3 ]  |
| Olimpiadi           | Pechino 2008    | Medi (-75 kg)         | N.D.                            | Jean-Mickaël Raymond ( Francia) V 8-2    | Andranik Hakobyan ( Armenia) V RSCI               | Emilio Correa ( Cuba) P 7-9              | non qualificato                            | non qualificato                        | 5º   | [ 4 ]  |
| Coppa del Mondo     | Mosca 2008      | Medi (-75 kg)         | N.D.                            | N.D.                                     | N.D.                                              | Wang Jianzheng ( Cina) V 5-2             | Andranik Hakobyan ( Armenia) P 2-12        | non qualificato                        |      | [ 5 ]  |
| Campionati asiatici | Zhuhai 2009     | Mediomassimi (-81 kg) | N.D.                            | N.D.                                     | Bye                                               | Ahmad al-Taimat ( Giordania) V 15-2      | Dinesh Kumar ( India) V 13-4               | Fanlong Meng ( Cina) V 12-6            |      | [ 6 ]  |
| Mondiali            | Milano 2009     | Mediomassimi (-81 kg) | Ainar Karlson ( Estonia) V 19-3 | Joshua Ndere ( Kenya) V 13-2             | Gilbert Castillo Rivera ( Rep. Dominicana) V 11-1 | Rene Krause ( Germania) V 8-2            | Abdelkader Bouhenia ( Francia) V 6-4       | Artur Beterbiev ( Russia) P 10-13      |      | [ 7 ]  |
| Giochi asiatici     | Guangzhou 2010  | Mediomassimi (-81 kg) | N.D.                            | N.D.                                     | Almat Serimov ( Kazakistan) V 5-2                 | Ehsan Rouzbahani ( Iran) V 3-1           | Fanlong Meng ( Cina) V 12-1                | Dinesh Kumar ( India) V 10-4           |      | [ 8 ]  |
| Mondiali            | Baku 2011       | Mediomassimi (-81 kg) | Bye                             | Dariel Ebanks Pol ( Isole Cayman) V 22-5 | Yamaguchi Florentino ( Brasile) V 17-12           | Ehsan Rouzbahani ( Iran) V 15-7          | Adil'bek Nijazymbetov ( Kazakistan) P 9-11 | non qualificato                        |      | [ 9 ]  |
| Olimpiadi           | Londra 2012     | Mediomassimi (-81 kg) | N.D.                            | Bye                                      | Yahia Elmekachari ( Tunisia) V 13-6               | Egor Mechoncev ( Russia) P 15-19         | non qualificato                            | non qualificato                        | 5º   | [ 10 ] |